# بیور کریک (کلرادو)
بیور کریک (به انگلیسی: Beaver Creek) یک منطقهٔ مسکونی در ایالات متحده آمریکا است که در شهرستان ایگل، کلرادو واقع شده‌است. بیور کریک ۲٬۴۶۲٫۸۱ متر بالاتر از سطح دریا واقع شده‌است.